# Funeral doom

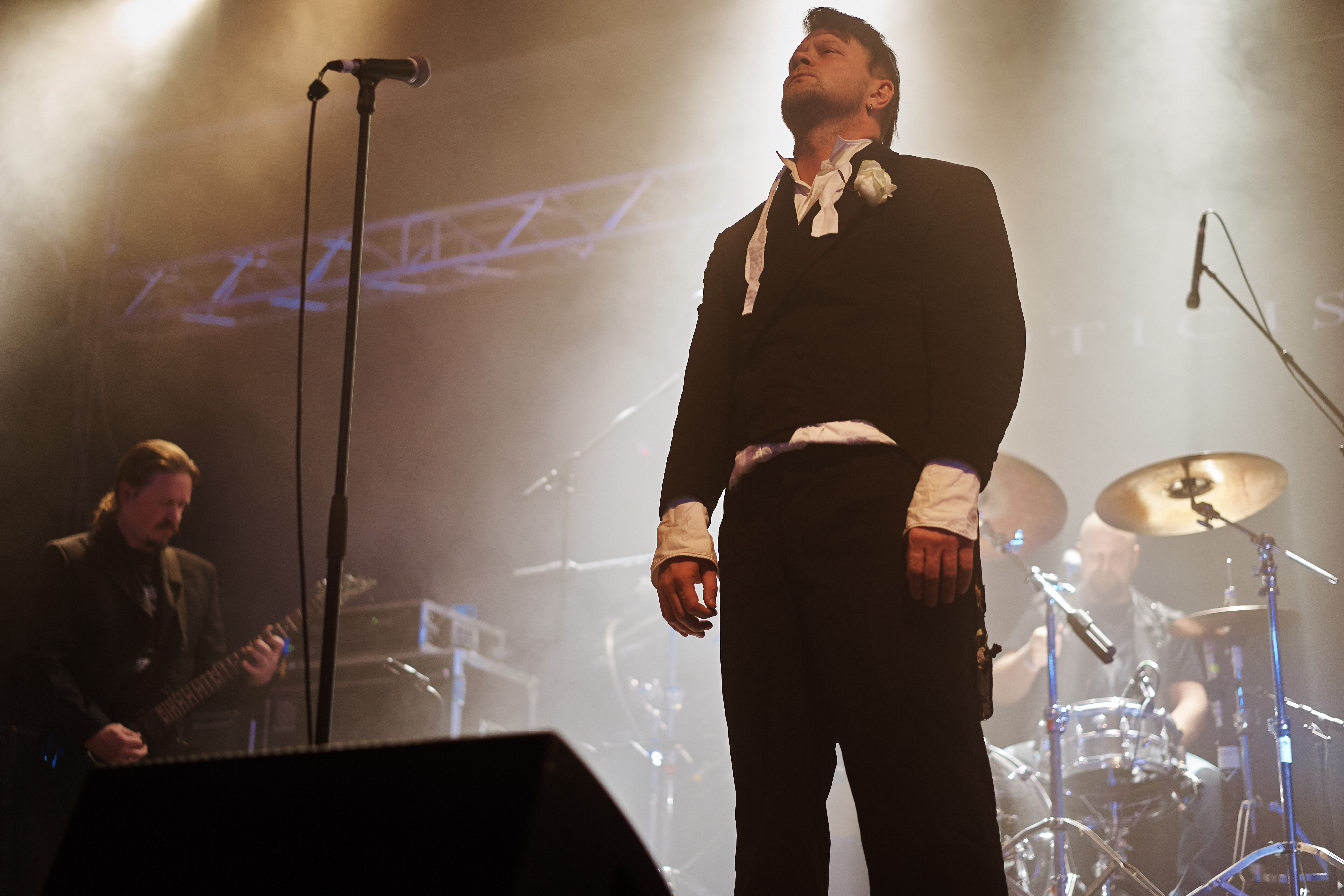
A műfaj egyik jeles képviselője, a Skepticism együttes a Hammer of Doom fesztiválon (2022)

A funeral doom a heavy metal műfaj egyik extrém alműfaja. A többi extrém metal alműfajjal ellentétben a lassú, vontatott zene és a rendkívül depresszív, nyomasztó témaválasztás a jellemzője.

## Története
A funeral doom műfaj az 1990-es évek elején jelent meg, olyan együtteseknek köszönhetően, mint a Thergothon, a Funeral, a Skepticism vagy az Evoken. Mivel meglehetősen nehéz hallgatnivaló, komolyabb népszerűségre nem tett szert, bár vannak némileg ismertebb előadói a műfajnak.
Az alapvető stílusjegyek már korábban is felbukkantak, a legkorábbi ilyen jellegű mű a Black Sabbath együttes névadó dala, de egységes irányzatról egészen 1991-ig nem beszélhetünk. Ekkor jelent meg a Thergothon egyetlen demója, a Fhtagn-nagh Yog-Sothoth, aminek tematikája a Cthulhu-mítosz volt.

## Stílusjegyek
A funeral doom zenekarok erősen alapoznak a billentyűs hangszerekre, emellett a klasszikus rockzenei hangszerek (gitár, basszusgitár és dob) is általában megtalálhatóak. Általában jellemző, hogy a korai együttesek inkább a hagyományos hangszerelést preferálják, míg az újabban alakult bandák hajlamosak hangszerelésebn is kísérletezőbbek lenni, persze a műfaj keretein belül.
A gitár hangzására a lehangoltság a jellemző, a riffek egyszerűek és mély tónusúak, némileg a harang kongását idéző megszólalásúak. A billentyűs hangszerek a templomi orgonákat idézik, ezzel is a monumentalitást és a depresszív érzéseket erősítve. Az énekhang jellemzően viszonylag monoton hörgés, a tiszta éneklés általában ritka, de együttestől függ. Egyes együtteseknél (pl. Funeral) női hang is előfordul.
A stílusra jellemző legfontosabb két jegy a feltűnően lassú tempó és a rendkívül nyomasztó, nyomorúságos hangulat, ezt mind a szövegek, mind a megszólalás a végletekig fokozzák. A szövegek témaválasztása is hasonló, általában a halállal, elmúlással és depresszióval foglalkoznak, de ezeket különféle megközelítésekben tálaláják.
Egyes együttesek az atmoszferikus illetve ambient stílusok egyes jegyeit is felhasználják, ezzel teremtve kapcsolatot más zenei műfajokkal.

## Ismertebb együttesek
Az ismertség természetesen csak a műfajon belül értelmezhető, a teljes heavy metal műfajnak töredékét teszi a tényleges kínálat.
- Ahab (Ger)
- Colosseum[* 1] (Fin)
- Dreams After Death  (Hun)
- Disembowelment (Aus)
- Evoken (USA)
- Funeral (Nor)
- Mournful Congregation (AUS)
- Shape of Despair (Fin)
- Skepticism (Fin)
- Thergothon (Fin)